# 메흐디 타레미
메흐디 타레미(페르시아어: مهدی طارمی, Mehdi Taremi, 1992년 7월 18일 ~ )는 이란의 축구 선수로 현재 세리에A의 FC 인테르나치오날레 밀라노에서 공격수로 뛰고 있다.

## 출전 통계
| 클럽      | 시즌    | 리그 | 리그 | 컵   | 컵   | 대륙 | 대륙 | 기타 | 기타 | 합계 | 합계 |
| 클럽      | 시즌    | 출전 | 득점 | 출전 | 득점 | 출전 | 득점 | 출전 | 득점 | 출전 | 득점 |
| --------- | ------- | ---- | ---- | ---- | ---- | ---- | ---- | ---- | ---- | ---- | ---- |
| 히우 아브 | 2019-20 | 30   | 18   | 7    | 3    | -    | -    | -    | -    | 37   | 21   |
| FC 포르투 | 2020-21 | 34   | 16   | 7    | 5    | 6    | 2    | 1    | 0    | 48   | 23   |
| FC 포르투 | 2021-22 | 32   | 20   | 7    | 4    | 9    | 2    | -    | -    | 48   | 26   |
| FC 포르투 | 2022-23 | 33   | 22   | 10   | 2    | 7    | 5    | 1    | 2    | 51   | 31   |
| FC 포르투 | 2023-24 | 15   | 3    | 2    | 1    | 6    | 2    | 1    | 0    | 24   | 6    |
| 합계      | 합계    | 144  | 79   | 33   | 15   | 28   | 11   | 3    | 2    | 208  | 107  |

2023년 12월 29일 기준

## 수상

#### 페르세폴리스 FC
- 페르시안 걸프 프로 리그 : 2016-17
- 이란 슈퍼컵 : 2017

#### 알 가라파 SC
- 카타리 스타스 컵 : 2018-19

#### FC 포르투
- 프리메이라리가 : 2021-22
- 타사 데 포르투갈 : 2021-22, 2022-23
- 타사 다 리가 : 2022-23
- 수페르타사 칸디두 데 올리베이라 : 2020, 2022

#### 이란 축구 국가대표팀
- CAFA 네이션스컵 : 2023
- 요르단 국제 토너먼트 : 2023

### 개인
- 이란 축구 올해의 선수 : 2016, 2017
- 이란 1부 리그 득점왕 : 2015–16, 2016–17
- 이란 1부 올해의 팀 : 2014–15, 2015–16, 2016–17
- 이란 1부 최우수 공격수 : 2014–15, 2015–16, 2016–17
- 이란 2부 리그 득점왕 : 2013-14
- 프리메이라리가 득점왕 : 2019–20, 2022–23
- 프리메이라리가 도움왕 : 2020-21
- 프리메이라리가 올해의 팀 : 2019–20, 2020–21, 2021–22, 2022-23
- 프리메이라리가 이 달의 선수 4회
- 프리메이라리가 이 달의 공격수 4회
- CAFA 네이션스컵 최우수 선수 : 2023
- CAFA 네이션스컵 득점왕 : 2023
- UEFA 팬 선정 베스트 골 : 2020-21
- 히우 아브 올해의 선수 : 2019-20
- AFC 아시안컵 대회 베스트 : 2023